# Hauterivien
| Systeem                                                                                   | Serie     | Etage         | Ouderdom (Ma) |
| ----------------------------------------------------------------------------------------- | --------- | ------------- | ------------- |
| Paleogeen                                                                                 | Paleoceen | Danien        | jonger        |
| Krijt                                                                                     | Boven     | Maastrichtien | 66,0–72,1     |
| Krijt                                                                                     | Boven     | Campanien     | 72,1–83,6     |
| Krijt                                                                                     | Boven     | Santonien     | 83,6–86,3     |
| Krijt                                                                                     | Boven     | Coniacien     | 86,3–89,8     |
| Krijt                                                                                     | Boven     | Turonien      | 89,8–93,9     |
| Krijt                                                                                     | Boven     | Cenomanien    | 93,9–100,5    |
| Krijt                                                                                     | Onder     | Albien        | 100,5–113,0   |
| Krijt                                                                                     | Onder     | Aptien        | 113,0–125,0   |
| Krijt                                                                                     | Onder     | Barremien     | 125,0–129,4   |
| Krijt                                                                                     | Onder     | Hauterivien   | 129,4–132,9   |
| Krijt                                                                                     | Onder     | Valanginien   | 132,9–139,8   |
| Krijt                                                                                     | Onder     | Berriasien    | 139,8–145,0   |
| Jura                                                                                      | Malm      | Tithonien     | ouder         |
| Indeling van het Krijt volgens de ICS. Cursieve ouderdommen hebben een grote onzekerheid. |           |               |               |

Het Hauterivien (Vlaanderen: Hauteriviaan) is een etage in het Onder-Krijt en een tijdsnede in het Vroeg-Krijt. Het Hauterivien heeft een ouderdom van ongeveer 132,9 tot ongeveer 129,4 Ma. Het komt na/op het Valanginien en na het Hauterivien komt het Barremien.

## Naamgeving
Het Hauterivien is genoemd naar de Zwitserse plaats Hauterive, gelegen aan het Meer van Neuchâtel. Naam en etage werden in 1873 door Eugène Renevier ingevoerd.

## Definitie
De basis van het Hauterivien wordt gedefinieerd door het eerste voorkomen van het ammonietengeslacht Acanthodiscus (in het bijzonder A. radiatus). De top wordt gedefinieerd door het eerste voorkomen van de ammonieten Spitidiscus hugii en Spitidiscus vandeckii.

## Dieren uit het Hauterivien

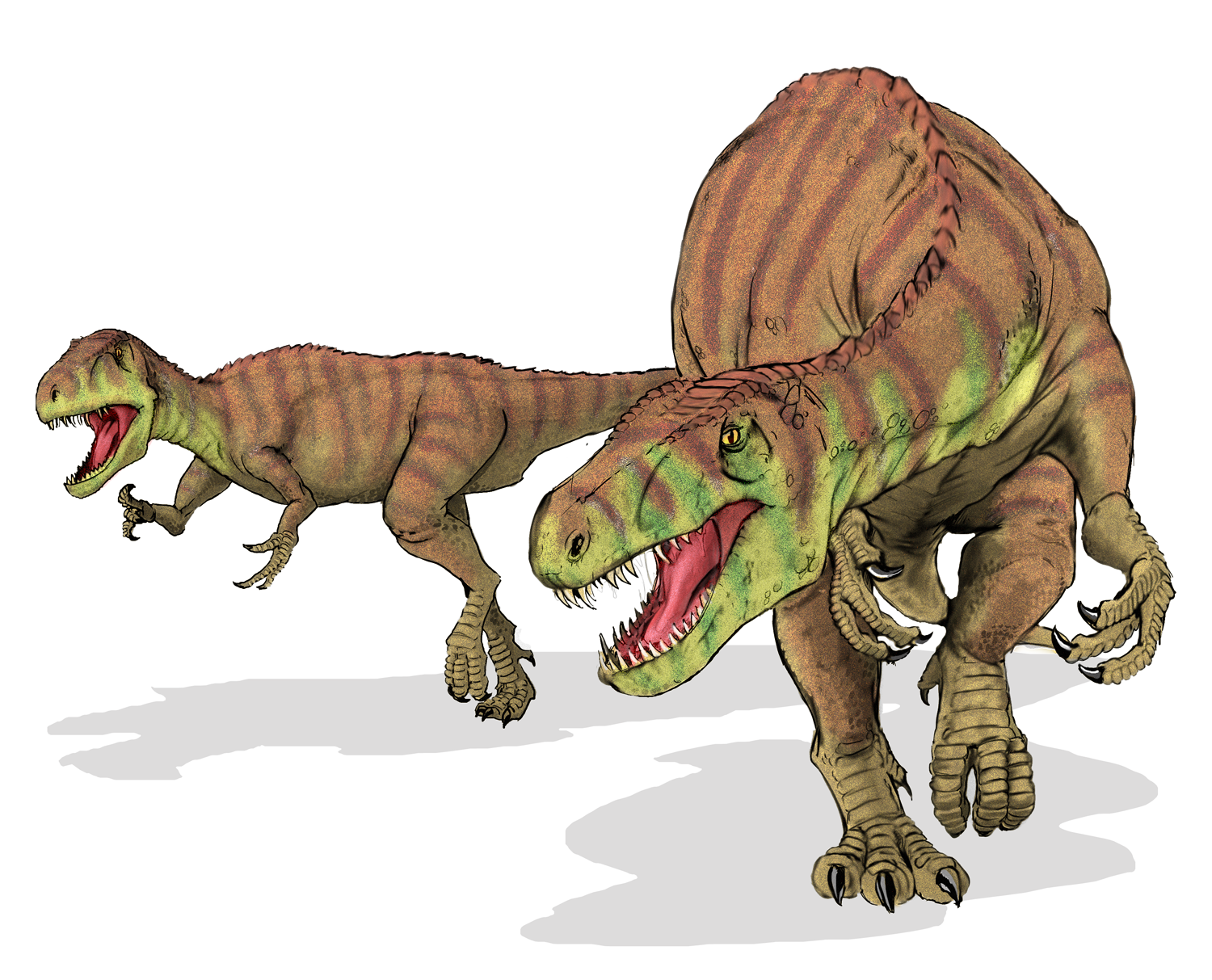
Afrovenator
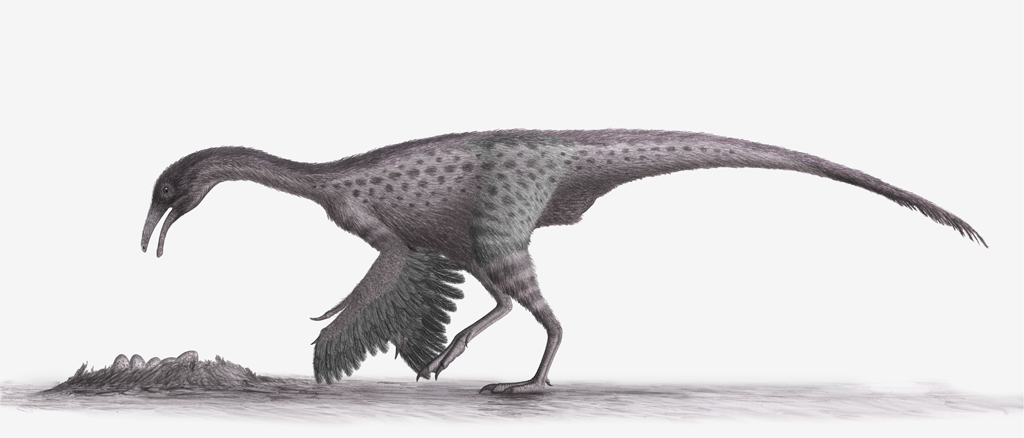
Harpymimus
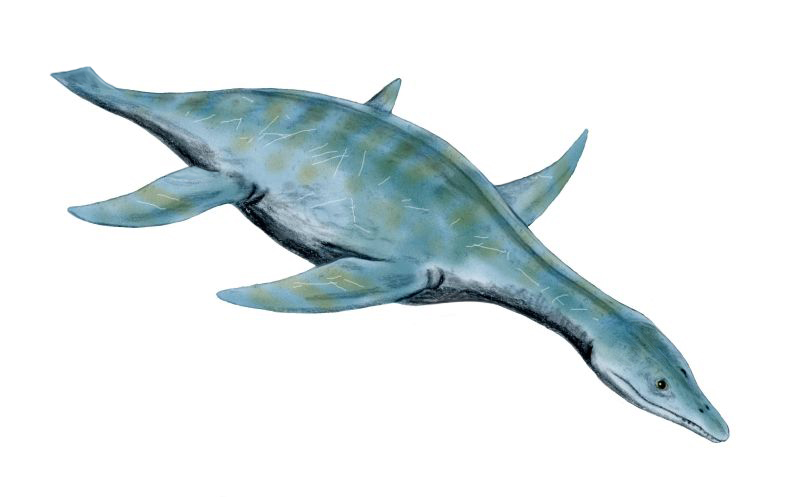
Leptocleidus
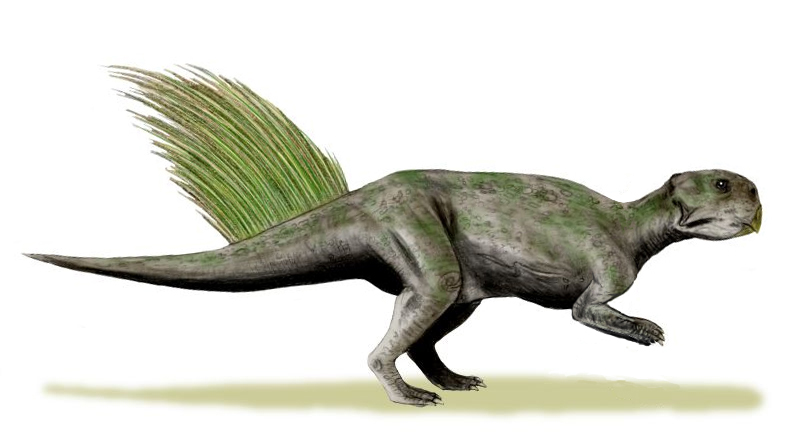
Psittacosaurus